# Technics

Technicsのロゴ
（3代目ロゴ・1978年4月 - 2010年12月、2014年10月 - 現在）

Technics（テクニクス）は、パナソニック（二代目法人）の高音質音響機器のブランド、およびパナソニックホールディングス（旧・パナソニック〈初代法人〉 ← 松下電器産業）の登録商標である。1965年発売のスピーカー「SB-1204」のペットネーム「Technics 1」で初めて用いられた。ダイレクトドライブ、リニアフェイズ、擬似A級、そしてNTTとの共同開発によるMASH等、下記する数々の新技術を開発・商品化して、名機と呼ばれる機種も輩出した。
2010年に主力製品だったTechnics SL-1200Mk6が販売終了となり、一部のアクセサリを除きブランドとして一旦終息したが、2014年度より欧州および日本において再展開されている。1980年代以降はレコードプレイヤーのTechnics SL-1200シリーズが、クラブDJ用機材としてデファクトスタンダードとなった。

## 概説

### 歴史
Technicsの名は、「げんこつ」の愛称で親しまれ、輸出用に初めて"Pana Sonic"商標が用いられたスピーカー「8P-W1」の設計者である阪本楢次と、大口取引先だった大阪・日本橋の日本橋電気街の河口無線（後に上新電機子会社を経て現在はクボテック傘下）の当時の会長との会話の中で決まったという。「技術に裏付けられた特性のよい商品で、感動を与える」という想いをユーザーに伝えるために「技術」を指す英単語「Technics」を用いたという。実際にTechnicsブランドが冠せられた最初の製品は、1965年に開発された超小型でありながら大型スピーカー並の低音が再生可能なスピーカー「SB-1204」であり、このスピーカーを1号機という意味を込めて「Technics1」と命名した。
続いて高性能のアンプの開発も行い、当初は売るつもりではなく、ともかくTechnicsならここまで出来るというものを人々に知ってもらおうという思いで、独自の独創的な回路を随所に盛り込んだアンプを開発し発表したところ、「音が非常にいい」と評判になったので、製品化に踏み切り、1966年に「Technics 20A」と「Technics 10A」を発売した。1970年代は世の中で音響機器のトランジスタ化が進む状況下にあったが、テクニクスもアンプのトランジスタ化に挑み、世界で初めて大容量全段定電圧電源を採用し歪み率1万分の1（0.01％）という驚異的な水準を達成したステレオパワーアンプ「SE-10000」を開発し1972年に発売した。（なお、それと一対となるコントロールアンプ「SU-10000」のほうも、回路の一部に当時最新のアナログコンピュータ回路技術を取り入れたものであり、これも革新的・画期的なものであった）。
ターンテーブルについては、1960年代の世の中ではまだ低速で安定して回転するモーターが実用化されておらず高速回転するものが使われており、高速回転するモーターとターンテーブルの間に駆動ベルトを配置して減速するベルトドライブ方式が採用されており、この方式は当ブランドでも最初は採用されていたが、この方式はモーターの高速回転が原因で振動が発生したりベルトの伸縮による回転ムラも生じるのでワウフラッターが生じ音質が低下するという問題があり、さらにベルトの寿命も短いという課題もあった。こうした問題や課題を解消するためにTechnics開発陣は低速で高精度に回転するモーターを独自開発する、と決断し苦闘の末、世界初のダイレクトドライブ方式ターンテーブルを完成させ1970年に「SP-10」として発売した。当機はオーディオファンのみならず放送業界人からも高評価された。Technicsでは好評のダイレクトドライブ方式をカセットテープデッキでも採用した（1971年のRS-275Uや後続のカセットデッキ）。
上述のような一連の開発の積み重ねにより、Technicsは高音質のオーディオ製品、と人々から認知されるようになっていった。Technicsブランドの製品は大手総合家電メーカーが軒並みオーディオ分野に進出し競争が激しくなる中でも成功を収めた。
なお、当初はテープデッキが録音機事業部、それ以外がステレオ事業部と分かれていた。1980年代後期にステレオ事業部が録音機事業部のテクニクスブランド部門を統合してハイファイオーディオ事業部となり、録音機事業部の残りの部門はゼネラルオーディオ事業部となって、1988年にはミニコンポやポータブルCDプレーヤーがPanasonicブランドへと順次移行されて行った。
松下幸之助は経営の自動化（一種の自動操縦化）を実現するために《事業部の独立採算制》を採用するようになっており、Technicsブランドの製品を開発・販売している事業部も、事業部単体で毎期、確実に目先の利益を十分にあげる必要があったこともあり、ついTechnicsブランドを低価格帯製品にまで冠して目先の収益を確保するという手法を選択するようになってしまい、機種や販売台数は低〜中価格帯のものの割合が増えていった（大衆向けシステムコンポーネントステレオのYouシリーズ／Vシリーズや、据え置き型テープレコーダー「RS-4800」等）。更には電子オルガンの「テクニトーン」、電子ピアノ、消音ピアノユニット等もTechnicsブランドで販売した。また、1970年代〜1980年代にはTechnicsを冠してカーコンポ（2DINサイズ、FM/AM電子チューナー、カセットデッキ）も販売した。
自らのブランド戦略上のミスに気付いたパナソニックグループは、ブランドの使用方針をもともとの方向に戻す方向で修正し、1989年には高級機のみにTechnicsブランドを冠し、安価帯〜中級機のいわゆる「単品コンポ」にはTechnicsブランドを冠すのは止めて、代わりにPanasonicブランドを使うようになった。この時期に発売されたTechnics製品はGシリーズ（スピーカーを除く。GOLDのGであり、ボディカラーも当時流行し始めていたシャンパンゴールドで統一されていた）とネーミングされており、代表機種にセパレートアンプの7000シリーズなどがある。だが、すでにTechnicsというブランドはどのような音質（品質）のブランドなのか、どのようなポジショニングのブランドなのか、かなり曖昧な状態になっていたので、高品質品として高価格で購入してくれる人の数は減っており、ブランド使用方針は迷走し、1993年以降は中級以下の単体製品もTechnicsブランドへ戻された。
2000年代に入り、TechnicsブランドはクラブDJ向け製品のみに存続していたが、Technicsの全ての製品は2010年10月をもって生産終了となり、Technicsブランドは一旦終息した。
2014年9月、パナソニックは高級オーディオ機器ブランドとして4年ぶりにTechnicsの再展開を発表。欧州では同年12月、日本では2015年2月よりTechnicsブランドの新製品が順次発売された。
ニューヨーク近代美術館に、レコードプレイヤーTechnics SL-10とホーン型スピーカー「SST-1」が収蔵されている。
かつて「SY-1010」というアナログシンセサイザーを出していた。
2022年2月、増井俊之が設立関係者である増井俊郎（実父）による同社、並びに日本のステレオオーディオ史を記した資料を公開した。

## オーディオ史上に残る実績

### ダイレクトドライブの開発
同社は、ダイレクトドライブ式レコードプレーヤーの実用化に世界で初めて成功したメーカーである（「SP-10」1970年。なお同機はユーザーが好みに応じてトーンアームやキャビネットと組み合わせる単体ターンテーブルであり、一般的な形態のプレーヤーとして「SL-1000」が、そして「SL-1000」からトーンアームを省略しユーザー側で好みのアームを2本まで取り付けられる様にしたターンテーブルシステムとして「SL-100W」がそれぞれラインナップされていた）。
その系譜はSP-10の後継機であるSP-10MK2・SP-10MK3を初めSL-1200シリーズやレコードジャケットと同じ幅31.5cmのフルオートプレーヤーSL-10等へと続いていった。
また、レコードプレーヤーほど有名ではないものの、カセットデッキやオープンデッキ、DATデッキにもダイレクトドライブを積極的に採用している。尤も、「RS-275U」（1971年）は世界初のダイレクトドライブキャプスタンメカニズム採用のカセットデッキでもある。

### 「擬似A級」への取り組み
1970年代後半に国内メーカー各社がそれぞれ独自に「擬似A級」と呼ばれる増幅方式のパワーアンプを発表・製品化した。他社も同様の増幅方式に着目し、数多くの製品が出た。利点としてはA級増幅では効率が悪く、B級増幅では、歪が大きくなるところを強制的に電圧をかけてB級アンプに擬似A級の増幅をさせることで、A級に類似した高精度の増幅とB級アンプの高効率増幅を両立したものである。中でも最も長期に渡り改良を進めたのが同社である。パワーアンプ「SE-A1」（1977年）の「Class A+」から始まり、「Strate DC」「New Class A」、「New ClassA Computer Drive」、スレッショルド社の回路を改良した「ClassAA」さらに初段の素子をMOS素子に変更した「MOS ClassAA」等、回路方式により幾つかの呼称が存在した。事実上最後のセパレートパワーアンプとなった「SU-C7000」「SE-A7000」シリーズにもMOS ClassAA回路が採用されている。
D級アンプ採用での復活
Technicsブランドでのアンプ販売は2004年に一度終了していた。
近年のオーディオブーム到来により、旧来ブランド名を冠した高級オーディオをダイヤトーンなどが復活させていた。TechnicsもRシリーズを投入することで復活させた。
増幅方式は従来の疑似A級動作（AB級増幅）アンプではなく、D級増幅を使っている。
Technics Linkと呼ばれるLANケーブルを使った通信によってCDプレイヤー、プリアンプなどの機器とパワーアンプをデジタル化した信号で通信し、信号の劣化を防いでいる。
デジルアンプとなるため、当然量子化とその補完の為増幅前と増幅後の信号は一致しない。

### リニアフェイズスピーカー
通常のスピーカーでは、ウーハー・スコーカー（ミッドレンジ）・ツイーター各々のユニットの奥行き寸法や、振動板の応答速度が異なるため、聴取位置での各音域の位相（フェイズ）は大きくずれているのが普通だった。そこで聴取位置での位相を揃えた「リニアフェイズ」と称するスピーカーシステムを商品展開した。
一般的なスピーカーでは各ユニットが同一平面上に配置されるため位相が大きくずれるが、リニアフェイズスピーカーでは、ボイスコイルの位置がほぼ等しくなるような配置となるため、前面バッフルは階段状の独特の外観となった（「SB-7000」、「SB-6000」、「SB-5000」等）。またホーン型ユニットが採用された製品では、ホーンの先端がバッフル前面から突出したデザインとなった（「SB-10000」等）。
リニアフェイズスピーカーには、階段状のシンボルマークが付けられていたが、後期の製品において、平面型ユニットの採用や、ウーハーの取り付け部にスペーサを挿入して突出させたり、ツイーターのホーンの一部を前面バッフルと一体成型するなどの手法により、外観が階段状ではなくなった製品であっても階段状のシンボルマークは継承されていた。

### D・D・D（Dual Dynamic Drive）スピーカーシステム
ケルトン式スピーカーシステムの一種。与えられたエンクロージャーの容量でサブウーハーを必要とせず、大型フロア型スピーカーシステムに匹敵する自然な重低音を再現できるかが最大の特徴となっている。1994年12月に発売されたハイエンド級トールボーイ・フロア型4ウェイ8スピーカーシステム「SB-M10000」、およびハイコンポ（プレミアムミニコンポ）「コンサイス・G」用小型ブックシェルフ型3ウェイ4スピーカーシステム「SB-M300」に採用されたのが初出。「SB-M300」の例を挙げると14cmのウーハーがエンクロージャー内部に背中合わせに配置され、更に前面バッフルの内部と後面バッフルには18cm平面角型のパッシブ・ラジエター（ドロンコーン）が配置されていた。

### T・H・C・B（Technics Hybrid Construction Base）
テクニクスが独自に開発した防振構造。当初は高級レコードプレーヤー「1200シリーズ」にのみ採用されていたが、のちにアンプ・CDプレーヤー・ビデオデッキ・DVDプレーヤー・DVDレコーダー等の高級AV機器全般に拡大（「パナソニック」ブランドの一部上位機にも採用）。本体天板を分厚いアルミにした他、底面には大型インシュレーターと防振ゴム、加えて一部機種は左右に高級木板を取り付けて音の濁りの原因となる外部からの振動を徹底的に排除、MOS classAA等と相まって高音質を実現した。

### 「竹」混抄電解コンデンサー
竹繊維をコンデンサに混ぜて作った専用オーディオコンデンサを開発した。
Panasonic　VIERAシリーズの一部にも使用

### バーチャルバッテリーオペレーション
コンセントから得られる商用交流電流を直流電流に変換した後に一旦大容量コンデンサに蓄える回路のことであり、音響回路やDCモータの駆動に必要な直流電流の電圧や電流の変化をできる限り減らす手法であり、「音の濁りの原因となる電流・電圧の歪みを除去する回路」とされた。テクニクス及びパナソニックブランドの高級CDプレーヤー・DVDプレーヤー・アンプ・ビデオデッキの一部に採用されていた。当社では「バーチャルバッテリーオペレーション」（直訳が許されるなら「仮想電池動作」）と独特の名称で呼ばれており名称は独自風だが、高級オーディオでは昔から大型コンデンサにより電力を蓄える手法は使われており、実際には特段に独自の技術というわけではない。
日本の商用電力は5パーセント前後の電圧、位相変動があり、さらに、AC100Vでは、Peak to Peak で+141V　-141Vを一秒間に50〜60回移動する。A級、AB級増幅に際しては、DC電源をトランジスタにかけることで微小電圧を増幅するので、特に微小信号増幅には商用電源の悪影響を受けやすい。近年も専用トランスを用いたり、オーディオに使うコンセントの回路をほかの家庭機器と分けたりする場合などもある。
なお、きれいなDC成分を作るために大型コンデンサや、トランスを用いるより、一度バッテリーに充電してしまったほうが手軽にきれいなDCを取り出すことが簡易な回路でできる。テクニクスの一部の高級プリアンプでは専用充電式電池を用いることで、AC電源を完全に切り離し、バッテリー特性によるDCを得ることで、きれいなDC電源を得ていた。（バッテリーオペレーション）

### 磁気抵抗変換（MR）素子を使ったアナログカセットデッキ（ACC）用再生ヘッド
元々はデジタルコンパクトカセット（DCC）用のヘッドとして開発された。従来の電磁誘導の法則を用いた再生ヘッドとは異なり、テープ上の磁気の強弱を周波数特性を持たずに出力信号として取り出すことができるため、理論上直流から再生が可能で従来必須だった低域上昇型イコライザーが不要。また構造上、コンターエフェクトが発生しないなど磁気テープの再生ヘッドとして優れた特性を持っていた。1995年11月に発売された3ヘッド・シングルキャプスタン方式のアナログカセットデッキ「RS-AZ7」（当時の税別標準価格：59,800円）はこのヘッドを再生用ヘッドに採用した業界唯一のアナログカセットデッキ且つ、Panasonicブランドを含む同社の最後の3ヘッド方式のアナログカセットデッキとなった。